# لياندرو بيريس
لياندرو بيريس هو لاعب كرة قدم برتغالي في مركز الدفاع، ولد في 16 يونيو 1979 في Caminha ‏ في البرتغال. لعب مع نادي ديبورتيفو داس أيفيس.

## وصلات خارجية
- لياندرو بيريس على موقع قاعدة بيانات كرة القدم.إي يو (الإنجليزية)
- لياندرو بيريس على موقع Soccerway.com (الإنجليزية)